# Germain Boffrand
Germain Boffrand, né à Nantes le 16 mai 1667, mort à Paris le 19 mars 1754, est un architecte français.

## Biographie
Petit-fils de Mathurin Boffrand, peintre et maître sculpteur à Machecoul, fils de Jean Boffrand, maître sculpteur et architecte à Nantes, Germain Boffrand est le deuxième garçon d'une fratrie de douze enfants. Durant son enfance, il participa aux chantiers de son père qui était un retablier renommé de la région nantaise.
Adolescent, il suivit des études supérieures à l'université de Nantes, pour devenir maître ès arts comme son frère aîné Guillaume.
Il vint à Paris accompagné de sa mère, sœur du poète Quinault, après 1682. La première mention attestée de Boffrand à Paris date du 19 septembre 1685 où il assista avec sa mère au mariage de la fille aînée de Philippe Quinault avec Charles Le Brun, neveu et filleul du grand peintre.
C'est seulement l'année suivante, en 1686, qu'il apparaît dans les comptes des bâtiments du roi où il est occupé au dessin de la place Vendôme auprès de Jules Hardouin-Mansart.
Collaborateur de Jules Hardouin-Mansart, Germain Boffrand fut l'un des architectes majeurs du style Régence qu'il contribua à créer. Il contribua à introduire en France le style rocaille en l'intégrant à l'architecture classique de la fin du règne de Louis XIV. Soucieux de conserver la monumentalité classique, il chercha à confiner l'ornementation rocaille dans les appartements intérieurs, où il l'utilisa avec une très grande maîtrise. Auteur d'un traité, Le livre d'architecture (1745), dans lequel sont gravées ses principales constructions, ses travaux popularisèrent le goût français en Europe.
Introduit par son oncle, Philippe Quinault, dans les cercles de la Cour et de la Ville, il fut, dès 1690, associé à des commandes royales comme l'orangerie du château de Versailles et travailla à la place Vendôme. Il quitta les Bâtiments du Roi en 1699 et se mit à travailler pour une clientèle privée essentiellement parisienne. En 1709, il fut chargé de la décoration intérieure des appartements de l'hôtel de Soubise (travaux commencés en 1732). Son talent lui amena des commandes de l'étranger et notammentdu duché de Lorraine : le duc Léopold Ier de Lorraine fit appel à ses talents pour rebâtir son Château de Lunéville. L'architecte fut également chargé de l'édification du château d'Aulnois pour la famille des Armoises et du Château d'Haroué pour la famille de Beauvau-Craon.
De manière générale, Boffrand ne travailla quasiment pas pour le roi de France mais pour une clientèle privée, éclairée et fortunée, disposée à accepter des audaces architecturales impensables dans des bâtiments officiels.
Il avait été reçu à l'Académie royale d'architecture dès 1709. En 1710, il participa à l'agrandissement du Palais Bourbon. En 1732, il fut nommé inspecteur général des ponts et chaussées et donna des projets pour restructurer et assainir le quartier des Halles. Il participa au concours pour la place Louis XV. Nommé architecte en chef de l'hôpital général en 1724, il construisit dans l'île de la Cité le nouvel hôpital des Enfants-Trouvés (1748, détruit). Il travailla également dans les Hôpitaux, à la Salpêtrière, à Bicêtre, à l'Hôtel-Dieu.

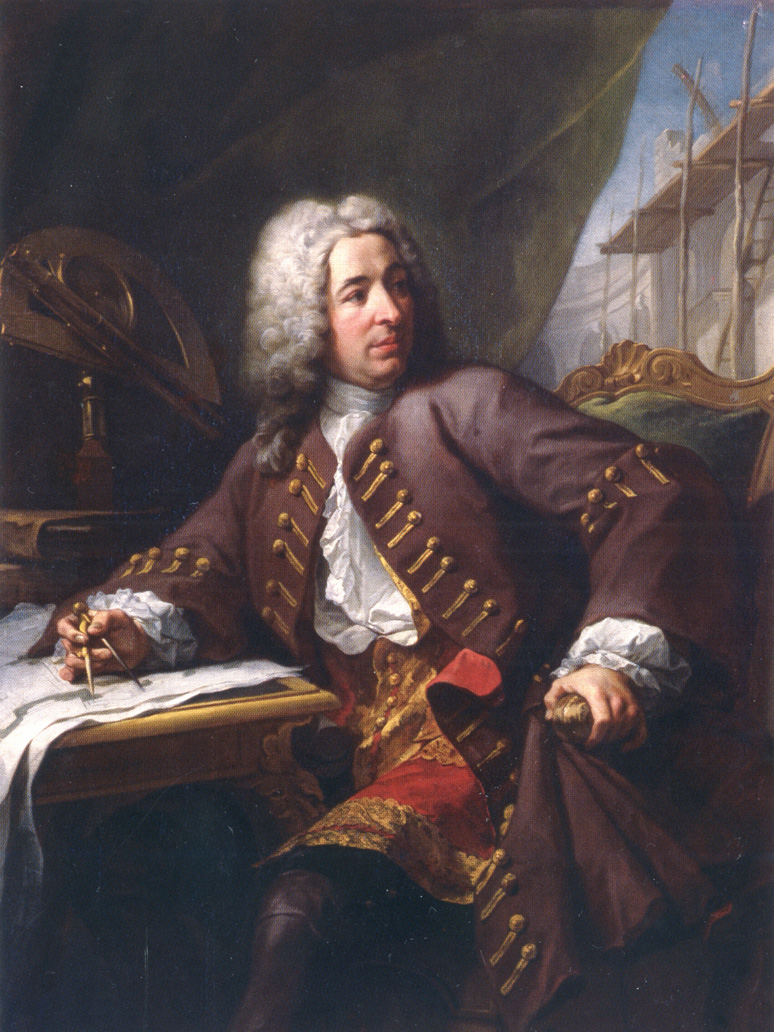
Portrait d'un l'architecte, présumé de l'architecte Germain Boffrand.

En 1742, à la mort de Jacques Gabriel, il le remplace comme Premier ingénieur du roi. Il est nommé inspecteur général des Ponts et Chaussées en 1743. Il a relevé les arches du pont de Joigny en 1728, reconstruit le pont de Bray-sur-Saône vers 1730, des arches du pont de Pont-sur-Yonne en 1738, du pont de Sens en 1742, de Villeneuve-sur-Yonne. Malheureusement, la plupart des ponts qu'il a construits ou reconstruits ont été détruits. Pour le pont de Villeneuve-sur-Yonne, des arches qu'il a reconstruites, il reste peut-être l'arche centrale, les autres ont été reconstruites au XIXe siècle.
À l'étranger, Boffrand participa à la construction du château des ducs de Lorraine à Lunéville à partir de 1709 puis fut nommé « Premier Architecte » du duc Léopold Ier en 1711 ; il s'y entoura de nombreux artistes, à l'instar du sculpteur parisien François Dumont (1688-1726), premier sculpteur du duc. Dans le même temps, il fit construire pour le marquis des Armoises, gouverneur des enfants du duc, le château d'Aulnois à Aulnois-sur-Seille. Il construisit également une fontaine et un pavillon de chasse dans les jardins d'un château de l'électeur de Bavière, Maximilien II Emmanuel, et travailla avec Balthasar Neumann en 1724 à la Résidence de Würzburg (1719–1744) .
Boffrand devint membre de la Royal Society le 10 janvier 1745.
Il a eu pour élèves François Dominique Barreau de Chefdeville, Charles-Louis Clérisseau, Joseph Effner et Emmanuel Héré, l'architecte de la Place Stanislas à Nancy.
Il mourut à Paris à près de 87 ans.

## Œuvres
Il publia plusieurs ouvrages sur son art, entre autres le Livre d'architecture, 1745, in-folio.

### Architecture civile
Outre ses nombreuses réalisations personnelles, Boffrand se vit parfois attribuer à tort la paternité de certains édifices comme le petit hôtel de Villars (aujourd'hui collège Paul Claudel-d'Hulst) ou l'hôtel de Parabère, tous deux à Paris.

### À Paris
- Hôtel Le Brun, 49 rue du Cardinal-Lemoine, Paris, 1700-1701, construit pour Charles II Le Brun, neveu et légataire universel du peintre Charles Le Brun et parent de Boffrand : bâtiment remarquable, probablement l'un des premiers bâtiments privés à avoir été distingués par la critique contemporaine.
- Hôtel de Soubise, 60 rue des Francs-Bourgeois, Paris, 1704-1707 et 1735–1740
- Façade du couvent des pères de la Merci, 45 rue des Archives, Paris, édifiée à la demande du prince de Soubise qui souhaitait un vis-à-vis digne de son nouvel hôtel (voir ci-dessus), détruite sous la Révolution française
- Hôtel d'Argenson (dit également Hôtel de la chancellerie d'Orléans), 19 rue des Bons-Enfants, près du Palais-Royal à Paris, 1707, détruit en 1923
- Petit Luxembourg, 1709-1716 : remanié pour Anne de Bavière (1648-1723), princesse Palatine, veuve du prince de Condé
- Transformation de l'Hôtel de Mayenne, 21 rue Saint-Antoine, Paris, 1709, pour Charles Henri de Lorraine, comte de Vaudémont
- Hôtel Amelot de Gournay, 1 rue Saint-Dominique, Paris, 1712Le château de Lunéville, œuvre emblématique de Boffrand (en cours de restauration).

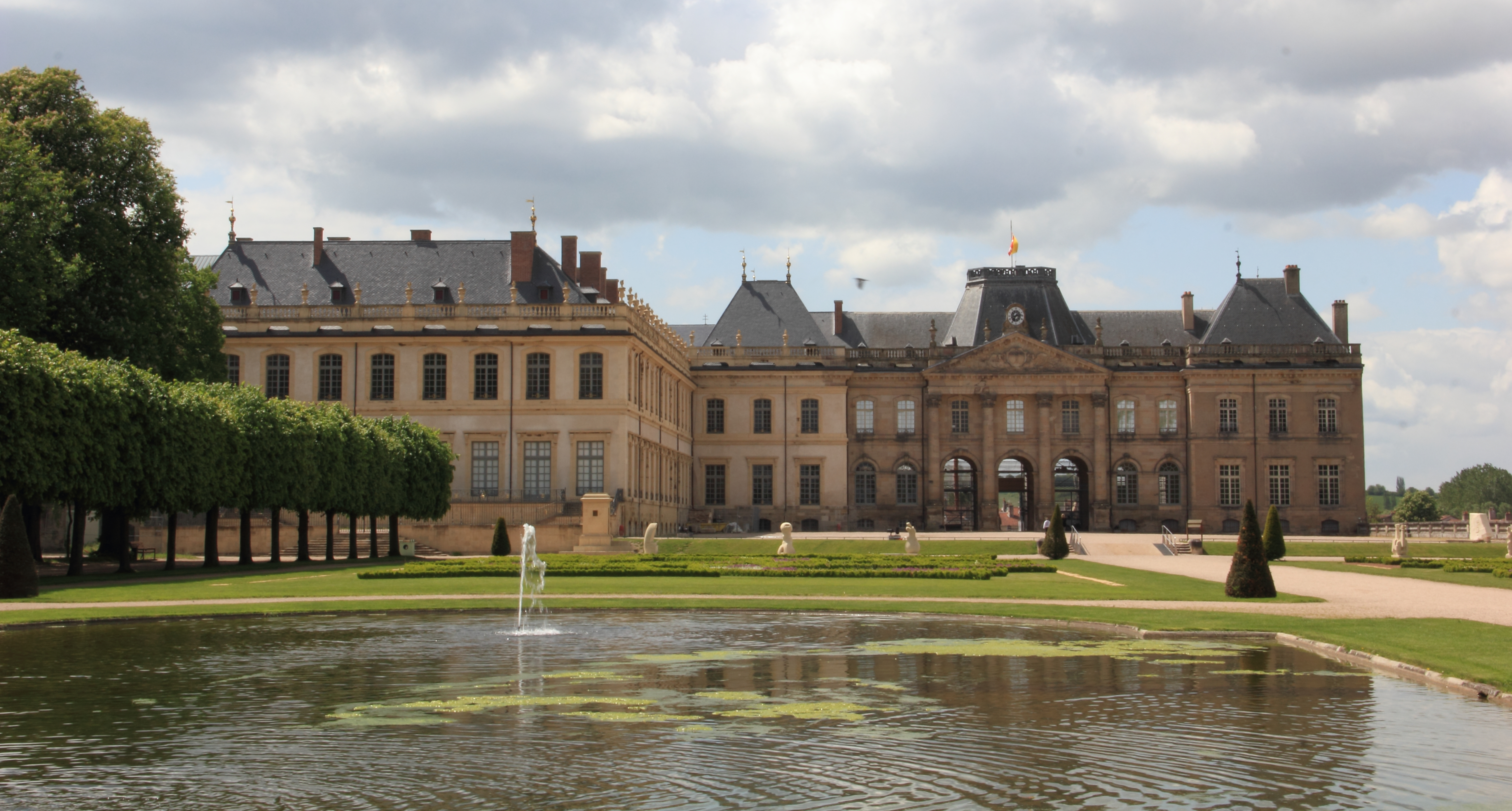
Le château de Lunéville, œuvre emblématique de Boffrand (en cours de restauration).

- Hôtel de Torcy (connu aujourd’hui sous le nom d'hôtel Beauharnais, résidence de l'ambassadeur d'Allemagne), 78 rue de Lille, Paris, 1713[4],[5],[6]
- Hôtel de Seignelay, 80 rue de Lille, Paris, 1713 (mitoyen du précédent)[7]
- Bibliothèque de l'Arsenal, Paris, 1715–1725, pour le duc du Maine : construction d'un nouveau corps de logis pour les appartements du Grand maître de l'artillerie de France
- Hôtel d'Aiguillon, 33 rue de Verneuil, 1716, pour Jean-René François Almaric de Brehan comte de Mauron
- Hôtel de Nocé, 26 place Vendôme, Paris, 1717-1718, pour Charles de Nocé.
- Travaux de restauration du Palais de Justice, Paris, 1722
- Portail de l'hôtel de Villars (aujourd’hui mairie du 7e arrondissement de Paris), 116 rue de Grenelle, Paris
- Hospice des Enfants-Trouvés, rue Neuve-Notre-Dame, île de la Cité, 1747-1748. Agrandi en 1782, restructuré en 1838 et démoli en 1874 pour l'agrandissement du parvis Notre-Dame.

### En région parisienne
- Château de Roissy-en-France, 1704–1715 (détruit) attribué après recherches archéologiques[8]
- Loges pour aliénés et citerne (ou Grand Puits) de l'Hôpital de Bicêtre actuelle commune du Kremlin-Bicêtre, 1731 (loges détruites)[9]
  - Le Grand puits est classé aux monuments historiques depuis le 08/03/1962[10]. Dessiné par l’architecte Germain Boffrand, en 1733, le grand puits nécessite le travail de la population de Bicêtre pendant plus de trois ans. Le grand puits est destiné à remplacer le portage de l’eau de la Seine et de la Bièvre. Il mesure 58 mètres de profondeur dont 30 sont maçonnés et 5 mètres de diamètre. Le grand réservoir est composé de deux cuves : il peut contenir 1 034 000 litres d’eau, l’une reçoit l’eau de la Seine et l’autre celle du grand puits. Le manège, aujourd’hui chapelle, abrite la  machinerie actionnée par des chevaux. Au milieu du XIXe siècle l’installation d’une machine à vapeur permet de moderniser l’ensemble qui continue de fonctionner jusqu’en 1903[11].

### En région
- Hôtel de ville de Joigny (1727) (aujourd'hui Médiathèque Olympe de Gouges)
- Plusieurs ponts dans l'Yonne.
- Château de Clermont-Tonnerre (1730-1734) à Bertangles pour le comte Louis-Joseph de Clermont-Tonnerre.
- Château de Remiencourt (vers 1740) pour Louis-François de Boufflers, marquis de Remiencourt.

### En Lorraine ducale

#### Châteaux et Palais
- Château d'Aulnois, à Aulnois-sur-Seille (1703),
- Château de la Favorite (1730-1734) à Lunéville pour Charles-Alexandre de Lorraine,
- Château de Lunéville (1708–1709) demeure des Ducs Léopold Ier de Lorraine et Stanislas Leszczyński.
- Château de la Malgrange (à Jarville-la-Malgrange près de Nancy, partiellement détruit), pour le duc de Lorraine et de Bar Léopold Ier,
- Projets (inachevés) pour le Palais Ducal de Nancy.
- Château de Commercy (Meuse) pour Charles Henri de Lorraine, Prince de Vaudémont et de Commercy,
- Château de Haroué (1720–1732)
- Château de Thuillières (Vosges), (1725)
- Château de Gerbéviller (vers 1740)
- Château de Vaux (Aube)

#### Hôtels particuliers à Nancy

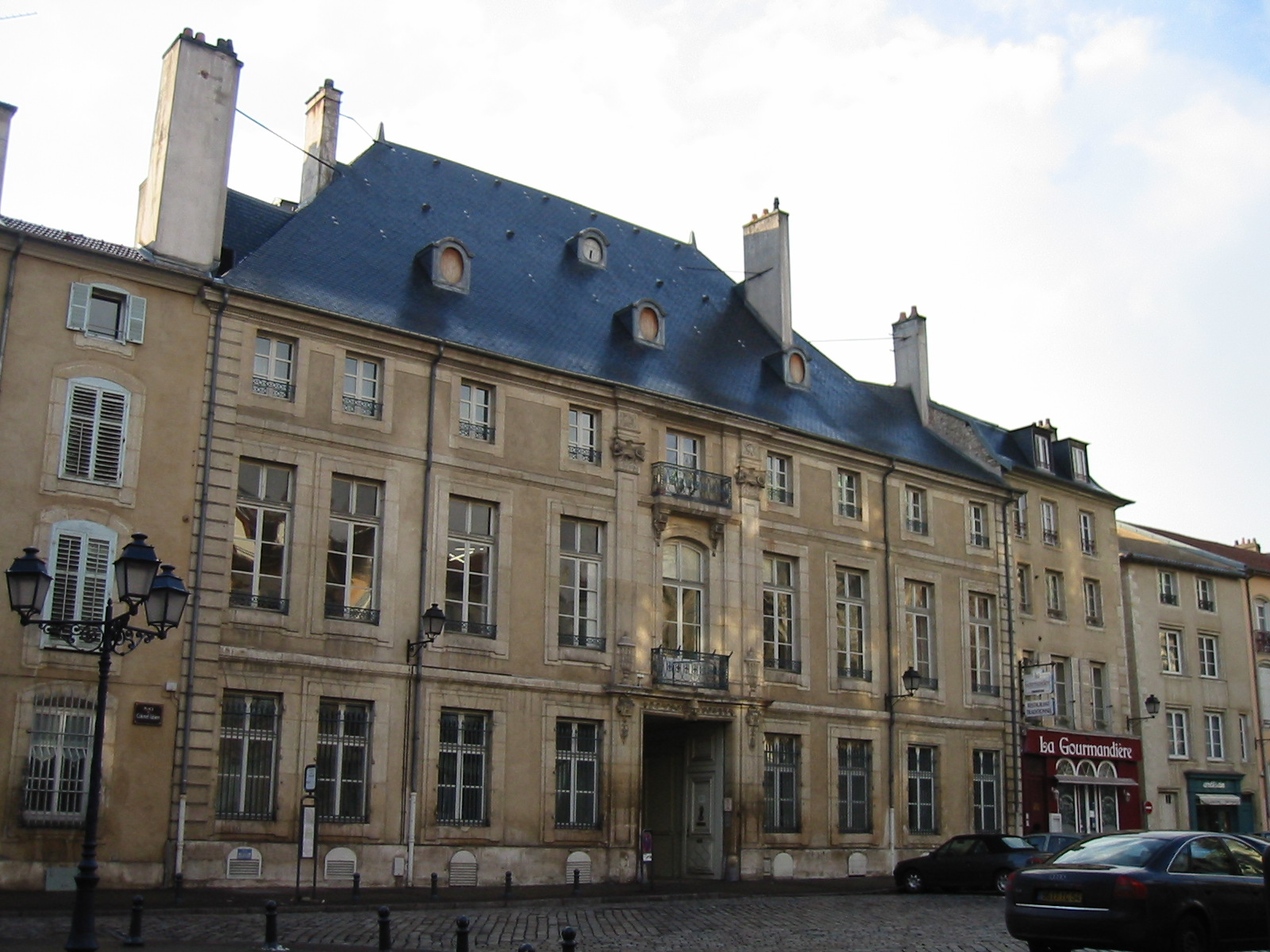
Hôtel de Ludre, à Nancy.

- Hôtel de Beauvau-Craon, 2 place de la Carrière, pour Marc de Beauvau, prince de Craon, époux de la favorite du Duc
- Hôtel Ferraris, 29 rue du Haut-Bourgeois (1717–1720)
- Hôtel des Loups, premier hôtel particulier construit par Boffrand à Nancy.
- Hôtel de la Monnaie, rue de la Monnaie (1721)
- Hôtel de Ludre

### Architecture religieuse
- Abside du Saint Suaire de Besançon (1739), Cathédrale Saint-Jean de Besançon
- Chapelle de la Communion de l'Église Saint-Merri, 78 rue Saint-Martin, Paris, 1743
- Maître-autel de la cathédrale de Nantes
- Cathédrale Notre-Dame de Paris : restauration de la rosace sud du transept et réfection de la voûte de la croisée (1728–1729), restauration de la chapelle du Saint-Esprit (1746), porte du cloître (1748)
- Cathédrale de Nancy qu'il acheva à la suite de Giovan Betto, architecte du Duché de Lorraine

### Génie civil
- Pont-Vieux de Pont-sur-Yonne
- Pont de Joigny (Yonne), 1725–1728
- Pont de Villeneuve-sur-Yonne (Yonne), 1735
- Reconstruit les deux ponts de Sens en 1739-1742